# The Swatch Group
The Swatch Group este o companie elvețiană producătoare de ceasuri de lux.
Compania a fost formată în 1983 prin fuziunea a două companii elvețiene: ASUAG și SSIH.
Până în 1998 s-a numit SMH Swiss Corporation for Microelectronics and Watchmaking Industries Ltd.
Compania are 23.000 de angajați și vânzări de 5,9 miliarde franci elvețieni în 2007.
The Swatch Group este 5-lea consumator de diamante din lume.

## Mărci
De-a lungul anilor, Swatch Group a achiziționat diverse companii de ceasuri, printre care Blancpain SA (înființată în 1735, cumpărată de Swatch în 1992), Breguet SA (înființată în 1775, cumpărată în 1999) și Glashütte Original (Germania, cumpărată). în 2000). Compania a continuat să producă ceasuri sub aceste denumiri.
HW Holding Inc., proprietarul Harry Winston, Inc., o companie americană de bijuterii și ceasuri de lux, a fost achiziționată la 26 martie 2013 pentru 711 milioane de franci elvețieni. Nayla Hayek a devenit CEO. Compania a cumpărat cel mai mare diamant albastru impecabil din lume, The Winston Blue, pe 15 mai 2014.